# Kim Dong-yong
Kim Dong-yong (koreanisch 김동용; * 12. Dezember 1990 in Seoul) ist ein südkoreanischer Ruderer.

## Karriere
Kim startete 2010 im Doppelzweier zusammen mit Kim Hwigwan beim Weltcup in Luzern, wo sie den 23. Platz belegten. Bei den später im Jahr stattfindenden U23-Weltmeisterschaften in Brest belegten sie den 14. Platz. 2011 startete er zusammen mit Kang Wookyu im Doppelzweier bei den U-23 Weltmeisterschaften in Amsterdam und belegte erneut den 14. Platz. Bei den Weltmeisterschaften startete er wieder zusammen mit Kim Hwigwan. Gemeinsam belegten die beiden den 20. Platz im Doppelzweier.
Im April 2012 qualifizierte er sich im Einer bei der heimischen Qualifikationsregatta in Chungju für die Olympischen Sommerspiele 2012. Bei den Olympischen Sommerspielen in London belegte er den dritten Platz im D-Finale, was in der Endabrechnung den 21. Platz bei den Wettbewerben auf dem Dorney Lake bedeutete.
2013 fanden die Weltmeisterschaften in Chungju, Südkorea statt. Bei diesen Weltmeisterschaften im eigenen Land reichte es für ihn zu einem 16. Platz im Einer. Seinen bisher größten Erfolg konnte er 2014 feiern, als er im Einer die Silbermedaille bei den Asienspielen hinter Mohsen Shadi Naghdeh gewinnen konnte. 2015 nahm er wieder an den Weltmeisterschaften teil, wo er 27. im Einer wurde.
2016 schaffte er es erneut sich bei der Asiatischen Qualifikationsregatta in Chungju für die Olympischen Sommerspiele zu qualifizieren. Bei den Olympischen Sommerspielen belegte er dann den 17. Platz im Einer. Im September konnte er dann erneut eine Silbermedaille im Einer gewinnen, dieses Mal bei den Asienmeisterschaften. Nach einem 21. Platz im Einer bei den Weltmeisterschaften 2017 startete er später im Jahr wieder bei den Asienmeisterschaften. Es gelang ihm erneut die Silbermedaille im Einer zu gewinnen, hinter Zang Ha aus China. 2018 gewann er bei den Asienspielen wieder die Silbermedaille im Einer, dieses Mal hinter Zhang Liang. Bei den Weltmeisterschaften 2019 belegte er den 32. Platz im Einer. Anschließend gewann er bei den Asienmeisterschaften 2019 zusammen mit Myeong Su Seong die Silbermedaille im Doppelzweier.

## Internationale Erfolge
- 2010: 14. Platz U23-Weltmeisterschaften im Doppelzweier
- 2011: 14. Platz U23-Weltmeisterschaften im Doppelzweier
- 2011: 20. Platz Weltmeisterschaften im Doppelzweier
- 2012: 21. Platz Olympische Sommerspiele im Einer
- 2013: 16. Platz Weltmeisterschaften im Einer
- 2014: Silbermedaille Asienspiele Einer
- 2015: 27. Platz Weltmeisterschaften im Einer
- 2016: 17. Platz Olympische Sommerspiele im Einer
- 2016: Silbermedaille Asienmeisterschaften im Einer
- 2017: 21. Platz Weltmeisterschaften im Einer
- 2017: Silbermedaille Asienmeisterschaften im Einer
- 2018: Silbermedaille Asienspiele Einer
- 2019: 32. Platz Weltmeisterschaften im Einer
- 2019: Silbermedaille Asienmeisterschaften im Doppelzweier